# Vale bekarde
De vale bekarde (Pachyramphus homochrous) is een zangvogel uit de familie Tityridae.

## Verspreiding en leefgebied
Deze soort komt voor van Panama tot Venezuela en Peru. Er zijn drie ondersoorten:
- P. h. homochrous: van centraal Panama tot noordwestelijk Peru.
- P. h. quimarinus: noordelijk Colombia.
- P. h. canescens: noordoostelijk Colombia en noordwestelijk Venezuela.

## Status
De grootte van de populatie is in 2019 geschat op 50.00-500.000 volwassen vogels. Op de Rode lijst van de IUCN heeft deze soort de status niet bedreigd.